# Hans Erik Jensen
Hans Erik Vangsøe Jensen (15. november 1928 i Randers – 30. august 1996) var en dansk fodboldleder, der var formand for Dansk Boldspil-Union (DBU) i perioden 1990 til 1991.

## Karriere
Jensen var hele livet tilknyttet Randers Freja, som han blev medlem af som 8-årig. Han nåede at spille over 100 fodboldkampe for klubbens førstehold. Som 31-årig, blev han i 1960 ansat på klubkontoret, imens han sideløbende blandt andet havde forskellige poster i ledelsen, ligesom han var formand for klubbens fodboldafdeling og senere hovedafdelingen.
I 1970 stoppede Hans Erik Jensen i Randers Freja, for at hellige sig arbejdet i Jydsk Boldspil-Union. Her var han i 1966 blevet medlem af bestyrelsen. I 1978 afløste han A. Dahl Engelbrechtsen som formand, og blevet unionens 7. formand siden 1895. Denne post bestred han indtil 1990.
Efter tiden i DBU, vendte i Hans Erik Jensen i 1991 tilbage til Randers Freja, hvor han blev formand for klubbens professionelle afdeling.
Hans Erik Jensen var også i to perioder formand for Den Jyske Idrætsskole fra 1972 - 1980 og igen fra 1981 - 1983.

### Dansk Boldspil-Union
Hans Erik Jensen stillede i 1990 op til formandsvalget i Dansk Boldspil-Union. Han vandt valget og afløste Carl Nielsen som formand for landets fodboldforbund. 
Kort tid efter skulle der findes en ny landstræner til fodboldlandsholdet, efter at Sepp Piontek havde forladt jobbet. Hans Erik Jensen var meget involveret i ansættelsen, og var derfor med til at præsenterer tyskeren Horst Wohlers som den nye landstræner. Problemet med Wohlers var blot at hans stadigvæk var på kontrakt med en tysk klub, og DBU på forhånd ikke havde snakket med klubben. Det endte med at Wohlers måtte blive i Tyskland, og DBU måtte skrive kontrakt med en anden kandidat.
Efter farcen med Horst Wohlers, blev Richard Møller Nielsen efterfølgende præsenteret som nye landstræner. Kontrakten var på fire år, og var blevet underskrevet i en lufthavn i Jylland, hvor Hans Erik Nielsen havde mødtes med Møller Nielsen. Her havde Møller Nielsen medbragt en skrivemaskine, som de brugte til at skrive kontrakten. Selvom Hans Erik Jensen kun havde mandat til at indgå en 2-årig kontrakt, gik han imod dette.
Et år efter at Hans Erik Jensen blev valgt som formand for Dansk Boldspil-Union, trådte han på det ordinære repræsentantskabsmøde i 1991 tilbage, efter at den årlige beretning var blevet nedstemt af Repræsentantskabet. Han blev dermed den formand der har siddet kortest tid for unionen.